# Agno, Pangasinan
Agno (Bayan ng Agno) är en kommun i Filippinerna. Kommunen ligger på ön Luzon, och tillhör provinsen Pangasinan. Folkmängden uppgår till 25 077 invånare.

## Barangayer
Agno är indelad i 17 barangayer.
| - Allabon - Aloleng - Bangan-Oda - Baruan - Boboy - Cayungnan - Dangley - Gayusan - Macaboboni | - Magsaysay - Namatucan - Patar - Poblacion East - Poblacion West - San Juan - Tupa - Viga |